# Occidozyga baluensis
Occidozyga baluensis es una especie  de anfibios de la familia Ranidae.

## Distribución geográfica
Se encuentra en Brunéi, Indonesia y Malasia.  